# Hermacha anomala
Hermacha anomala is een spinnensoort in de taxonomische indeling van de Entypesidae.
Hermacha anomala werd in 1880 beschreven door Bertkau.